# Иоанн Шанхайский и Сан-Францисский
Архиепископ Иоа́нн (в миру Михаил Борисович Максимо́вич; 4 (16) июня 1896, село Адамовка, Изюмский уезд, Харьковская губерния — 2 июля 1966, Сиэтл, штат Вашингтон, США) — епископ Русской православной церкви заграницей (РПЦЗ, в то время в расколе с Московским патриархатом); архиепископ Западно-Американский и Сан-Францисский. Миссионер, проявлявший, по свидетельствам его почитателей, случаи прозорливости и чудотворения.
Прославлен РПЦЗ в лике святителей 2 июля 1994 года; прославлен общецерковно Архиерейским собором Русской православной церкви 24 июня 2008 года (Святитель Иоанн Шанхайский и Сан-Францисский чудотворец).
Память совершается 19 июня (2 июля) — день кончины; 29 сентября (12 октября) — обретение мощей.

## Биография

### До эмиграции
Родился 4 июня 1896 года в местечке Адамовка Изюмского уезда Харьковской губернии (ныне Славянский район Донецкой области) в дворянской православной семье, которая материально поддерживала Святогорский монастырь на Северском Донце. Отец — Борис Иванович Максимович (1871—1954); изюмский уездный предводитель дворянства Харьковской губернии. Мать — Глафира Михайловна Стефанович-Севастьянович (ум. в 1952 году). Родители эмигрировали и в 1950-е годы жили в Венесуэле. Дядя отца — генерал Константин Клавдиевич Максимович. К этому же роду принадлежал и известный церковный деятель XVIII века митрополит Иоанн Тобольский (Максимович), прославленный Российской церковью в лике святых в 1916 году, в честь которого Михаил Максимович принял монашеский постриг.
С детства отличался глубокой религиозностью, любимым чтением его были жития святых, однако по семейной традиции избрал военное образование, поступив в 1907 году в Петровский Полтавский кадетский корпус, который окончил в 1914 году.
Выразил желание учиться дальше в Киевской духовной академии, однако по настоянию родителей поступил на юридический факультет Харьковского университета. Самостоятельно изучал духовную литературу. Был знаком с архиепископом Харьковским Антонием (Храповицким), который стал руководителем его духовной жизни. На Михаила большое впечатление произвёл приезд в Харьков епископа Варнавы (Настича), впоследствии Патриарха Сербского.
В 1918 году окончил юридический факультет Харьковского университета. В период правления на Украине гетмана П. П. Скоропадского служил в губернском суде. Когда Харьков заняла армия генерала А. И. Деникина, вновь служил в суде. Был членом приходского совета.

### Жизнь в Югославии
При отступлении белых войск выехал с семьёй в Крым. В ноябре 1920 года эвакуировался в Константинополь, откуда в 1921 году прибыл в Королевство сербов, хорватов и словенцев вместе с родителями и двумя братьями. Один из них получил высшее техническое образование и работал инженером в Югославии, другой, после окончания юридического факультета Белградского университета, работал в югославской полиции.
Поступил на богословский факультет Белградского университета. Получал пособие от Государственной комиссии Королевства СХС для российских беженцев. По воспоминаниям Николая Зёрнова, «Небольшого роста, грузный и широкий в плечах, с одутловатыми щеками и красными губами под рыжеватыми малороссийскими усами, он производил впечатление большой, в себе сосредоточенной силы. Он мало общался с другими студентами, только под конец курса я ближе познакомился с ним <…> Он очень бедствовал, зарабатывал на жизнь продажей газет. Белград в те годы покрывался непролазной грязью во время дождей. Максимович носил тяжелую меховую шубу и старые русские сапоги. Обычно он вваливался в аудиторию с запозданием, густо покрытый уличной грязью, вынимал не спеша из-за пазухи засаленную тетрадку и огрызок карандаша и начинал записывать лекцию своим крупным почерком. Вскоре он засыпал, но как только просыпался, сразу возобновлял свои писания. Многие из нас любопытствовали узнать, что за записи получались у Максимовича, но никто не решился попросить его дать нам их прочитать».
В 1924 году митрополитом Антонием Храповицким, возглавлявшим Русскую иерархию в королевстве, поставлен в чтецы в русской Троицкой церкви Белграда.
По поручению митрополита Антония подготовил доклад о происхождении закона о престолонаследии в России, в котором исследовал вопрос о том, насколько данный закон соответствует духу русского народа и его историческим традициям.
13 октября 1925 года окончил богословский факультет Белградского университета. Получил высшие оценки (10 баллов) по 5 из 28 сданных им предметов.
По окончании Белградского университета назначен законоучителем в сербскую государственную гимназию города Велика-Кикинда.
На праздник Введения во храм Пресвятой Богородицы в 1926 году в Мильковском монастыре, единственном в тогдашней Сербии мужском монастыре с русским уставом и русской братией, митрополитом Антонием (Храповицким) пострижен в монашество с именем Иоанн в честь святителя Иоанна Тобольского. В том же году митрополитом Антонием в сан диакона, а 4 декабря того же года епископом Гавриилом (Чепуром) — в сан иерея.
С 1927 года преподавал пастырское богословие и церковную историю в Духовной семинарии апостола Иоанна Богослова Охридской епархии в городе Битоле. Епископ Николай (Велимирович), обращаясь к семинаристам, так отозвался об Иоанне Максимовиче: «Дети, слушайте отца Иоанна; он — ангел Божий в человеческом образе».
В период летних каникул он жил в Мильковом монастыре, близко общался с настоятелем — архимандритом Амвросием (Кургановым), его беседы за монастырскими послушаниями тепло вспоминал архимандрит Фаддей Витовницкий (тогда — молодой послушник Томислав). После того как в мае 1933 года настоятель скончался, обстановка в монастыре изменилась.

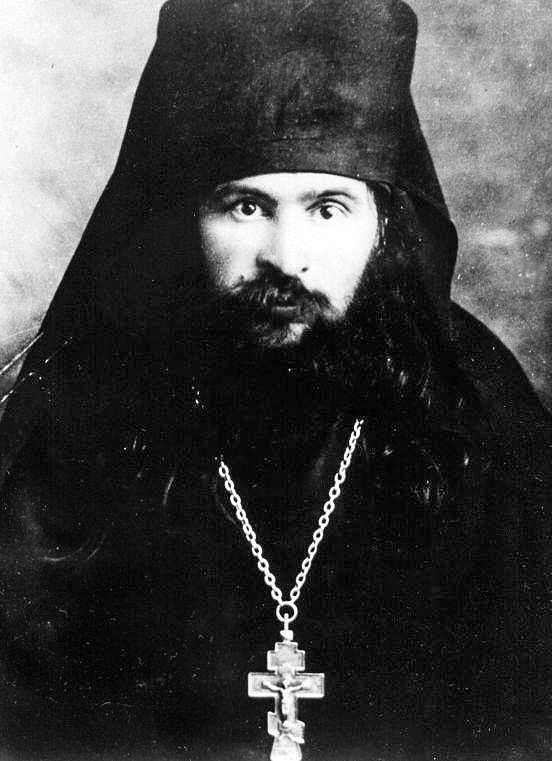
Иеромонах Иоанн в Белграде. 11 мая 1934 года

В этот же период опубликовал ряд богословских работ («Почитание Богородицы и Иоанна Крестителя и новое направление русской богословской мысли», «Как Святая Православная Церковь чтила и чтит Божию Матерь», «Учение о Софии — Премудрости Божией»), в которых со святоотеческих позиций полемизировал со сторонниками теологической концепции «софиологии», в первую очередь, со священником Сергием Булгаковым.
Как и многие русские эмигранты, очень уважал покровительствовавшего беженцам из России короля Югославии Александра I Карагеоргиевича. Спустя много лет отслужил панихиду по нему на месте его убийства на одной из улиц Марселя. Другие православные клирики из ложного стыда отказались служить с владыкой на улице. Тогда владыка Иоанн взял метлу, на выметенном участке тротуара постелил епископские орлецы, возжёг кадильницу и отслужил панихиду на французском языке.

### Архиерей в Китае
3 июня 1934 года Архиерейский Синод РПЦЗ определил Иоанну быть епископом Шанхайским, викарием Китайской и Пекинской епархии.
10 июня того же года в русском Троицком храме в Белграде хиротонисан во епископа. Хиротонию возглавил митрополит Антоний, который тогда же направил письмо архиепископу Димитрию (Вознесенскому), где писал: «Как мою душу, как моё сердце посылаю к Вам Владыку Епископа Иоанна. Этот маленький, слабый физически человек, по виду почти как дитя — есть чудо аскетической стойкости и строгости в наше время всеобщего духовного расслабления».
4 декабря 1934 года прибыл в Шанхай, где к тому времени жило около 50 тысяч русских беженцев. Сумел быстро уладить разногласия между православными приходами.
При епископе Иоанне в Шанхае было завершено строительство Свято-Николаевской церкви (1935) — храма-памятника Царю-Мученику. В 1936 году им было открыто подворье Пекинского женского Покровского монастыря, где подвизались 15 сестёр. Были построены и другие храмы в Шанхае, в том числе Кафедральный собор в честь иконы Божией Матери «Споручница грешных».
Во время жизни в Китае получил известность как благотворитель, был попечителем различных филантропических обществ. По его благословению и с его личным участием в Шанхае строились госпиталь, приют, гимназия, дома для престарелых, общественная столовая, коммерческое училище. Организовал для сирот и детей бедных родителей приют во имя святителя Тихона Задонского — вначале в нём было восемь детей, а затем — уже сотни (всего воспитанниками приюта были около 3,5 тысяч детей). Епископ сам подбирал больных и голодающих детей на улицах шанхайских трущоб и приводил их в приют. В жизнеописании владыки Иоанна сказано:

Его любимцами были дети, которых он так охотно держал при себе. Он всегда интересовался ими, экзаменовал их, посылал им открытки и приносил подарки. Он мог смотреть им в глаза по несколько минут тем тёплым лучистым светом, который проникал в глубину души, и это было как объятие матери для младенца. Этот взгляд был незабываем. Тело этого аскета было как высохшая кора дерева, но каждый, кто встречался с ним взглядом, ощущал себя самым любимым существом на земле.

Много внимания уделял религиозному образованию, посещал тюрьмы, навещал больных в психиатрической лечебнице. Уже в этот период получили известность многочисленные случаи исцеления безнадёжно больных по его молитвам. Каждый день служил литургию.
В 1945 году, после занятия Маньчжурии войсками Красной армии, православные архиереи в Китае, ранее входившие в юрисдикцию РПЦЗ, признали церковную власть Патриарха Алексия I. В этой ситуации епископ Иоанн (Максимович) некоторое время поминал на богослужениях как Московского Патриарха, так и главу РПЦЗ митрополита Анастасия (Грибановского).
20 июня 1946 года издал Указ, в котором сообщалось о решении Архиерейского Синода РПЦЗ, собравшегося 20 мая 1946 года в Мюнхене, образовать Шанхайскую епархию РПЦЗ во главе с епископом Иоанном, а архиепископа Виктора «разрешить от управления Шанхайской епархией». Известие из Мюнхена, объявлявшее Шанхайское викариатство самостоятельной епархией, было неожиданностью для епископа Иоанна, однако он принял его. В епархии епископа Иоанна состояли в клире 12 священников и три протодиакона. С объявлением об образовании новой епархии православное население Шанхая разделилось на две юрисдикции: Патриаршую — до 10 000 и епископа Иоанна — до 5000 человек.

### Бегство из Китая. Тубабао

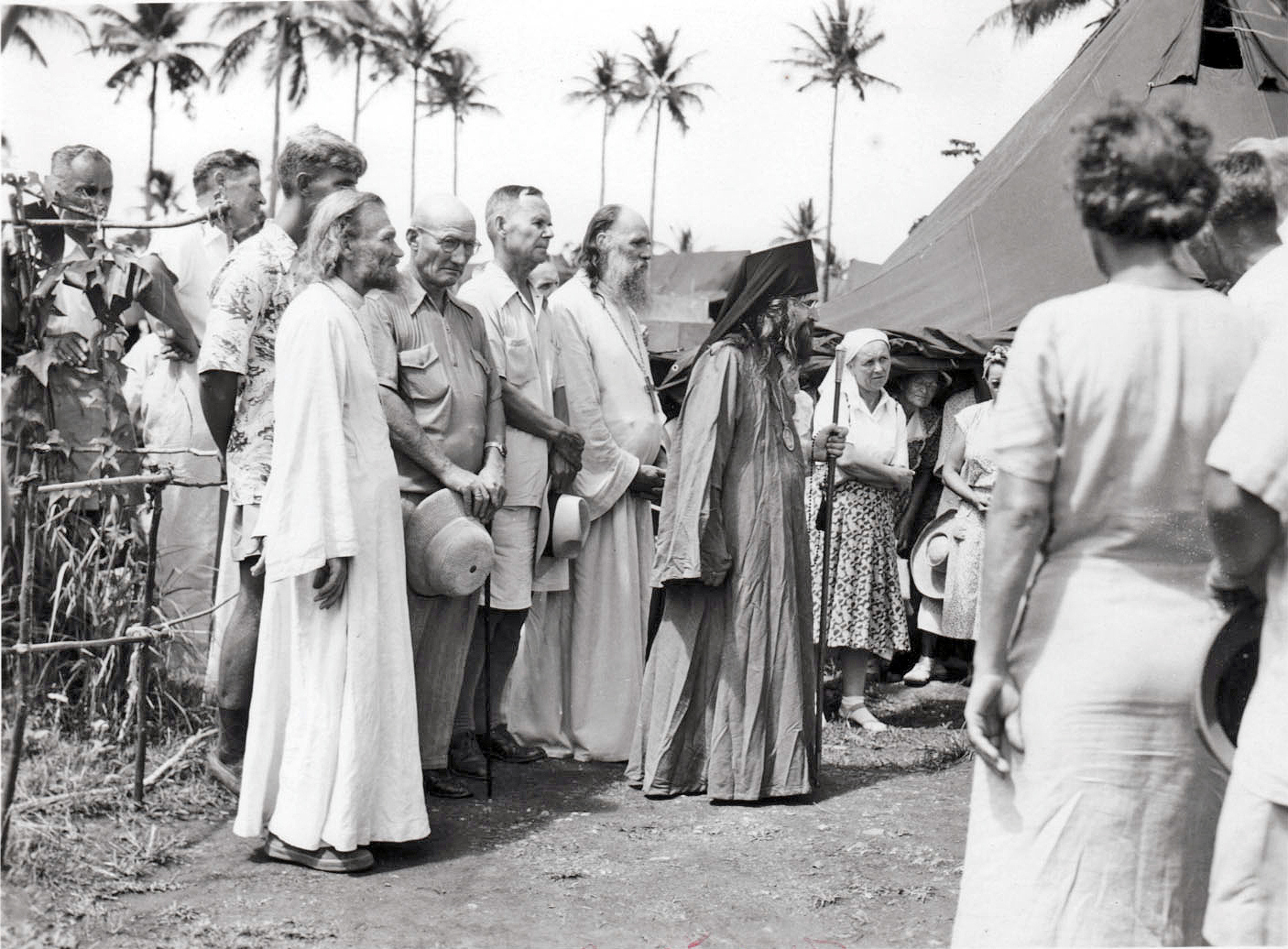
Иоанн Шанхайский и русские беженцы на острове Тубабао

Так как коммунистическая китайская армия продвигалась к Шанхаю, Международная организация по делам беженцев обратилась к правительствам ряда стран с просьбой предоставить временный приют беженцам, а также русским эмигрантам и лицам некоторых других национальностей, постоянно проживавшим в Шанхае. На этот призыв откликнулась только Филиппинская республика, выделившая для временного поселения беженцев из Китая необитаемую часть острова Тубабао. Эвакуация беженцев из Шанхая на Тубабао началась в январе 1949 года и закончилась в начале мая того же года.
Сам он прибыл в лагерь на Тубабао за несколько дней до Пасхи 1949 года, что стало событием исключительной важности в духовной жизни лагеря. По воспоминаниям А. Н. Князева: «На Тубабао прибыл Владыка Иоанн Шанхайский на джипе и сразу проследовал в Свято-Богородицкий собор, где был встречен иеромонахом Модестом, иереем отцом Филаретом Астраханским и протодиаконом отцом Константином Заневским и архиерейским хором во главе с Г. Агафоновым. Собор был переполнен почитателями Владыки. После молебна и чашки чая Владыко проследовал в Свято-Серафимовский храм, где его встретили также колокольным звоном, а в храме — протоиерей отец Афанасий Шалобанов и отец Николай Колчев, иеромонах отец Николай и диакон отец Павел Метленко. Пел хор под управлением И. П. Михайлова. После краткой службы Владыко отправился в Свято-Архангело-Михайловский храм, и здесь его встретили колокольным звоном протоиерей отец Матвей Медведев и отец Давид Шевченко с хором во главе с М. А. Шуляковским».
Своё пребывание на Тубабао, которое продолжалось около трёх месяцев, посвятил удовлетворению духовных нужд своей паствы и знакомству с повседневной жизнью беженцев. Покинул лагерь 12 июля 1949 года, направляясь в столицу США, Вашингтон, где хлопотал перед американским Конгрессом о предоставлении тубабаовцам права на постоянное жительство в США. За время пребывания в Вашингтоне основал там приход Русской православной церкви за границей, известный
ныне как Иоанно-Предтеченский собор. Меньшая часть беженцев уехала в Австралию.

### Служение в Западной Европе
27 ноября 1950 года решением Архиерейского Собора РПЦЗ назначен архиепископом Западно-Европейским; за ним было сохранено управление оставшимися приходами Шанхайской епархии (в Гонконге, Сингапуре и др.). До его прибытия в епархию ей временно управлял епископ Женевский Леонтий (Бартошевич).
21 июля 1951 года прибыл в Париж, проживал в Мёдоне при Воскресенском храме. Поскольку русские парижские храмы находились в юрисдикции Западноевропейского Экзархата русских приходов Константинопольского Патриархата, официальной резиденцией архиепископа Иоанна считался Брюссель, он титуловался «архиепископ Брюссельский и Западноевропейский». Центром активной деятельности архиепископа Иоанна был брюссельский храм во имя Иова Многострадального, заложенный в память царя Николая Александровича.
21 октября 1953 года Архиерейский Собор постановил: «Утвердить за Архиепископом Иоанном, кроме титула Архиепископа Брюссельского и Западно-Европейского, титул Управляющего Русскими Православными Церквами в Китае и на Филиппинах».
Значительную часть времени он проводил в окрестностях Парижа. В 1952 году переехал из Мёдона в Версаль, жил при епархиальном управлении, размещённом в здании русского кадетского корпуса имени Николая II; был председателем попечительского совета кадетского корпуса. Часто бывал в Леснинском Богородицком женском монастыре в Фуркё, служил в Париже во временно арендуемых помещениях. В декабре 1961 года освятил парижскую церковь Всех святых, в земле Российской просиявших.
При нём в епархии было восстановлено почитание западных святых неразделённой церкви (то есть живших до отделения Католической церкви от Православной). В православных храмах стали поминать покровительницу Парижа святую Женевьеву (Геновефу), просветителя Ирландии святого Патрика (Патрикия) и других знаменитых на Западе святых. Активно занимался миссионерской деятельностью, взял под свою опеку православные церкви во Франции и Голландии, содействовал подготовке местных священнослужителей, изданию богослужебной литературы на французском и голландском языках. Также окормлял греческие, арабские, болгарские и румынские православные приходы, придав им особый статус. Способствовал появлению приходов западного обряда. Рукоположил испанского православного священника для Мадридской миссии.
В его бытность епархиальным архиереем был воздвигнут храм во имя святого праведного Иова Многострадального в Брюсселе в память царя-мученика Николая Александровича. По воспоминаниям современников,

в быту владыка был неприхотлив: облачения носил из самой дешёвой ткани, обувался в сандалии на босу ногу, а зачастую и вовсе ходил босой, какая б ни была погода, отдавая обувку нищим. Он был истинный нестяжатель, последователь другого великого русского святого — преподобного Нила Сорского. Он был человек Божий.

Деятельность владыки Иоанна высоко оценивали не только многие православные люди, но и представители других конфессий. Сохранился рассказ о том, как в Париже католический священник говорил своей пастве, что и в современном мире есть чудеса и святые, доказательством чего является ходящий по парижским улицам русский святой Иоанн Босой (saint Jean Pieds Nus) — он имел в виду владыку Иоанна.

### Служение в США
В 1962 году переехал в США. В конце года по просьбе духовных чад, с которыми он уехал из Шанхая, ему было поручено Зарубежным Синодом возглавить Сан-Францисскую епархию. С приездом владыки Иоанна связывалась надежда, что он сумеет внести мир в дела русской колонии, и возобновит работы по строительству кафедрального собора в Сан-Франциско. В Сан-Франциско существовал в то время и до сих пор Свято-Троицкий Собор епархии Православной Церкви в Америки. Приезд святителя сдвинул дело с мёртвой точки, обильно потекли пожертвования, строительство возобновилось.
В этот период в условиях, когда митрополит Анастасий (Грибановский) был стар и немощен, архиепископ Иоанн (Максимович) считался одним из основных кандидатов на должность Первоиерарха РПЦЗ. Этому способствовало то, что архиепископ Иоанн занимал должность первого заместителя первоиерарха и был старшим по хиротонии архиереем, был известен как молитвенник, ежедневно вычитывавший суточный круг богослужения. Строгая православная и монархическая позиция иерарха также добавляла ему сторонников. Был поддержан частью архиереев РПЦЗ, среди которых были епископы Леонтий (Филиппович), Савва (Сарачевич), Нектарий (Концевич), а также архиепископ Аверкий (Таушев). Однако кандидатура архиепископа Иоанна устраивала далеко не всех. Ещё в годы его служения в Шанхае в вину ему ставили административные и кадровые просчёты. Кому-то не нравилась ревность архиепископа Иоанна в совершении богослужений, что удлиняло службу. Часть ревнителей не принимала взвешенный подход архиепископа Иоанна к новому календарному стилю, видя в этом потворство ереси. Он не только сослужил с представителями новостильных Церквей, но и позволял сохранять григорианский календарь латинским приходам, перешедшим в православие, в том числе и в пасхалии. Противники архиепископа Иоанна ставили ему в вину его почитание древних западноевропейских святых. Наконец, велик был процент тех, кто не понимал мягкой позиции архиепископа Иоанна к клирикам Московского Патриархата, Западноевропейского экзархата и Северо-Американской митрополии. Архиепископу Иоанну противопоставляли архиепископа Никона (Рклицкого). Если святитель Иоанн и его сторонники видели в соборности живую, действующую основу церковного существования, то последователи архиепископа Никона фактически выступили защитниками дореволюционной синодальной системы, что в условиях эмиграции означало диктат синодальной канцелярии. Различным было понимание церковной миссии. Если сторонники святителя Иоанна видели православие открытым для всех, готовым в некоторых случаях поступиться обрядом и календарем, то представители противоположной партии были склонны видеть в РПЦЗ структуру, главной задачей которой являлось хранение русских традиций. Таким образом, противоречия были принципиальными, а противостояние — жёстким. Помимо архиепископа Никона, к партии противников архиепископа Иоанна принадлежали: архиепископ Лос-Анджелесский Антоний (Синкевич), архиепископ Канадский Виталий (Устинов), архиепископ Чикагский Серафим (Иванов) и секретарь Синода РПЦЗ протопресвитер Георгий Граббе.
По назначении в Сан-Франциско у него начались проблемы. Паства Западно-Американской епархии отличалась патологической склонностью к конфликтам. Архиепископ Тихон (Троицкий) с трудом переносил грубости и даже угрозы со стороны прихожан и удалился на покой в Свято-Троицкий монастырь в Джорданвилле, где вскоре и умер. Архиепископ Антоний (Синкевич), временно получивший в управление СанФранцисскую епархию, также не смог наладить мир. Назначенный в Сан-Франциско архиепископ Иоанн (Максимович) также нажил себе врагов, в том числе и среди сторонников архиепископа Антония (Синкевича). Не прошло и года после назначения святителя в Сан-Франциско, как в Синод пошли жалобы и просьбы о его увольнении с этой кафедры. Ситуация осложнилась тем, что именем архиепископа Иоанна стало прикрываться «Общество мирян», причастное к хищению средств на строительство кафедрального собора и занявшее активную антисинодальную позицию. Летом 1963 года врагами архиепископа Иоанна был организован судебный процесс по обвинению святителя в финансовых хищениях, причем активную и неблаговидную роль в этом деле сыграл протопресвитер Георгий Граббе и синодальная канцелярия, которые вели дела, прикрываясь именем митрополита Анастасия. 13 августа 1963 года Собор Архиереев РПЦЗ после длительного, свыше года, всестороннего изучения Сан-Францисской смуты, принял решение утвердить на Сан-Францисской кафедре архиеп. Иоанна (Максимовича). В ответ в Сан-Франциско 18 августа было созвано «Чрезвычайное собрание Инициативной группы противников Архиеп. Иоанна». На этом собрании «Группа, стоящая за чистоту Синода», заявили, что они не одиноки, что «на окружение архиепископа Иоанна уже обратил внимание Американский Союз Церквей, который обещал поддержку». Следует заметить, что Американский Союз Церквей состоит в основном из представителей протестантских деноминаций. Противники святителя не скупились и на клевету, на том же собрании они обвиняли святителя в том, что он «уже полгода ведёт переговоры с Греческой и Сербской Церковью… чтобы перейти в одну из них… и для этой-то цели и стремится завладеть имуществом Скорбященского собора… вл. Иоанн окружил себя людьми с коммунистическим прошлым» и проч. Попытки возобновить процесс предпринимались и в последующие годы.

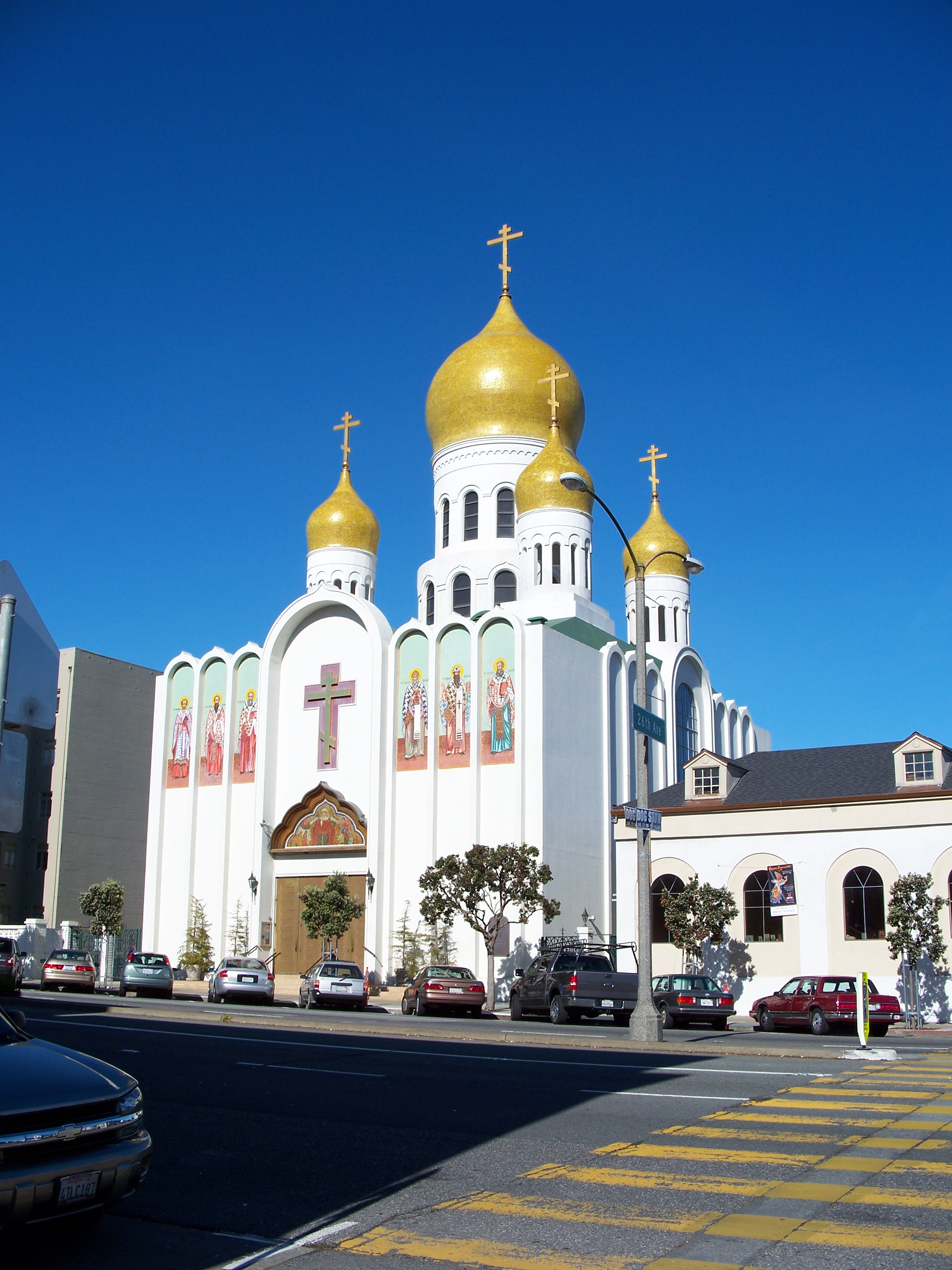
Кафедральный собор в честь иконы Божией Матери «Всех Скорбящих Радость» в Сан-Франциско

Не всегда разумно действовали и сторонники архиепископа Иоанна. Со стороны не в меру ревностных почитателей звучал ультиматум, что если архиепископ не будет избран первоиерархом, то он создаст Западноамериканскую митрополию и перейдёт в Сербскую церковь. Этими недоразумениями спешили воспользоваться противники архиепископа Иоанна. Архиепископ Чикагский Серафим (Иванов) писал митрополиту Анастасию: «Я предупреждал Ваше Высокопреосвященство, что назначение арх[иепископа] Иоанна в Сан-Франциско не улучшит, а только ухудшит тамошнее церковное положение; говорил, что единственная польза от этого назначения та, что арх[иепископ] Иоанн покажет окончательно, что он не способен занимать кафедру епархиального архиерея. Это он теперь и доказал». Архиепископ Серафим обвинял архиепископа Иоанна в неповиновении Синоду, что отчасти было справедливым — архиепископ Иоанн действительно тяготился сложившейся в РПЦЗ системой руководства и засильем протоиерея Григория Граббе, который принимал многие решения от имени престарелого митрополита Анастасия, даже не ставя его в известность. Серафим (Иванов) искренне опасался, что приход к власти архиепископа Иоанна нанесёт большой урон Русской Зарубежной Церкви. «Что же будет когда Господь призовёт Вашу Святыню в небесные обители?! Страшно подумать. <…> Если Вы не хотите, чтобы наша Заруб[ежная] Церковь раскололась сразу же после Вашего ухода в лучший мир, — совершенно необходимо, чтобы Вы употребили всю силу еще остающегося у Вас авторитета, дабы решительно и в срочном порядке ликвидировать этот неслыханный архиерейский бунт».
7 февраля 1964 года митрополит Анастасий объявил о своём желании уйти на покой ввиду преклонного возраста и состояния здоровья. Подлинной целью такого ухода было стремлением проконтролировать избрание своего преемника, с помощью своего авторитета не допустить потрясений, конфликтов и возможного разделения. 27 мая 1964 года на архиерейском соборе 90-летний митрополит Анастасий (Грибановский) уходит на покой. После долгих прений голоса почти ровно разделились между архиепископом Иоанном (Максимовичем) и архиепископом Никоном (Рклицким). Чтобы выйти из сложной ситуации, первоиерарх посоветовал архиереям избрать «нейтрального» архиерея, не относящегося ни к одной из церковных партий и желательно молодого. Наиболее подходящей кандидатурой стал самый младший по хиротонии архиерей — викарный епископ Брисбенский Филарет (Вознесенский). Именно его и предложил архиепископ Иоанн. Во избежание раскола архиепископ заявил, что снимет свою кандидатуру, если за епископа Филарета проголосует большинство. Так же поступили архиепископы Никон и Аверкий.
Скончался 2 июля 1966 года во время молитвы в своей келье, во время своего посещения Свято-Николаевского прихода в Сиэтле перед Курско-Коренной чудотворной иконой Божьей Матери. Тело 6 дней лежало в гробу в жару, при этом никакого запаха не ощущалось и, по свидетельствам очевидцев, рука почившего оставалась мягкой. Похоронен в крипте нового кафедрального собора в честь иконы Божией Матери «Всех Скорбящих Радость» в Сан-Франциско, который был успешно достроен ещё усилиями архиепископа Иоанна.
Останки архиепископа Иоанна не подверглись тлению и находятся открыто в усыпальнице собора. Комиссия по канонизации, осматривавшая мощи владыки Иоанна, нашла, что они похожи на мощи Киево-Печерской лавры и православного Востока.
После его кончины многие верующие письменно подтвердили факты чудес, которые были совершены по молитве владыки Иоанна. В комнате, где скончался святитель, устроена часовня.

## Канонизация и почитание

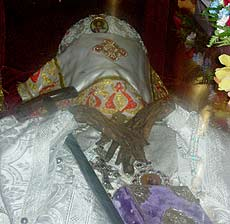
Мощи свят. Иоанна Шанхайского

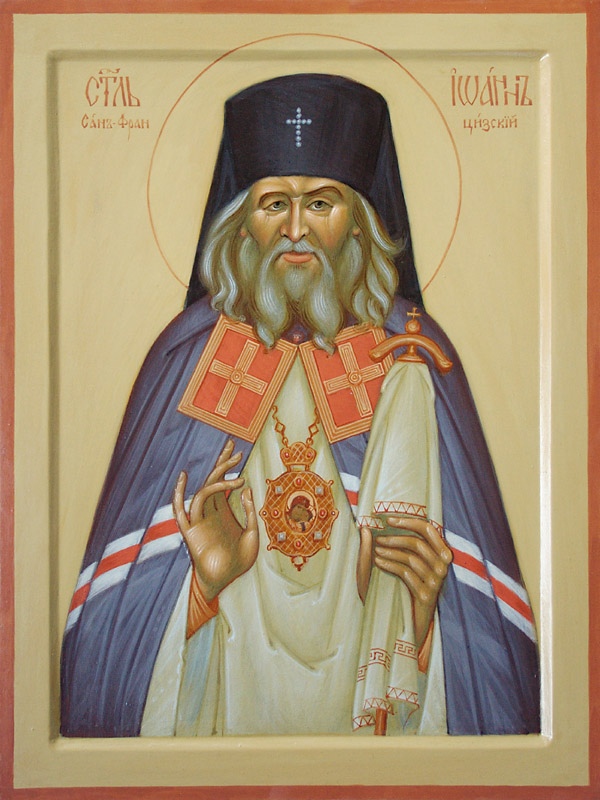
Икона свят. Иоанна Шанхайского

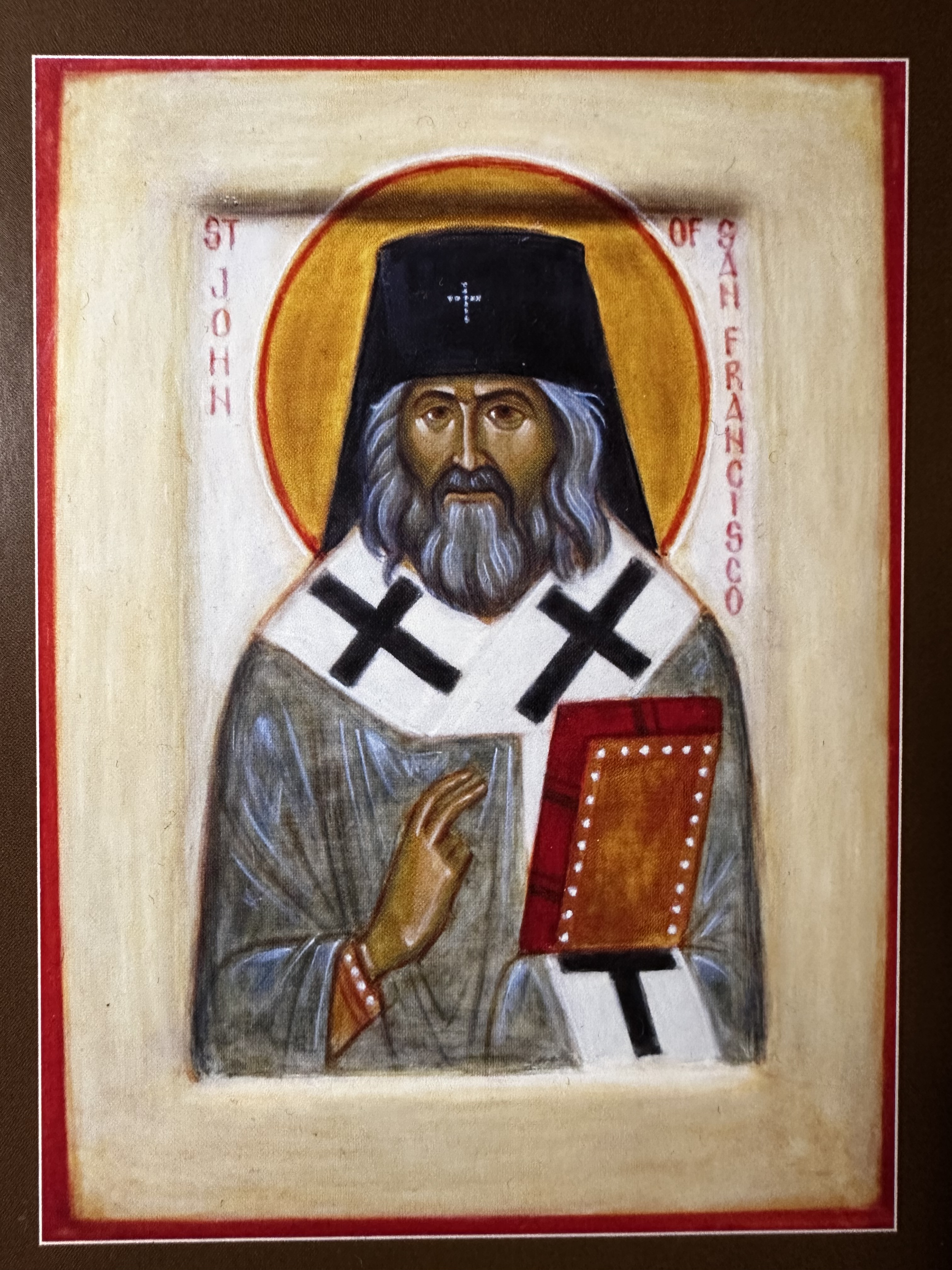
Икона свят. Иоанна Шанхайского

Вопрос о его канонизации обсуждался в мае 1993 года на Архиерейском Соборе РПЦЗ. Против канонизации выступил только архиепископ Антоний (Синкевич), а Первоиерарх РПЦЗ митрополит Виталий (Устинов) отметил, что «раньше тормозил прославление Архиепископа Иоанна, но теперь не хочет быть в оппозиции к прославлению, оставляя в стороне всё личное». 7 мая Собор постановил прославить святителя Иоанна (вместе со святителями Иннокентием Московским и Николаем Японским), приурочив прославление к празднованию в 1994 году юбилея 200-летия Православия в Америке. 13 мая решено было приурочить канонизацию ко дню преставления архиепископа Иоанна — 2 июля 1994.
2 июля 1994 года состоялись торжества Русской православной церкви заграницей по случаю причисления его к лику святых. Проповедь митрополита Виталия на прославлении архиепископа Иоанна содержала следующие слова:

Мы алчущие и жаждущие хотим насытиться правдой Божией у раки святителя Иоанна. Мы пришли к нему с глубоким чувством благодарности за то, что он за всех нас, немощных и слабых, сподобился войти в Царство Небесное. Мы всегда радуемся, когда кому-то удаётся вырваться из цепких когтей князя мира и сподобиться вечного блаженства. Наша благодарность святителю Иоанну также растворяется с чувством глубокого покаяния. Ты, отче Иоанне, наш святитель, вышел из нашей среды, знаешь нас и наше главное неутешное горе — Россия! Так помоги!
На Архиерейском Соборе Русской православной церкви 24-29 июня 2008 года был прославлен для общецерковного почитания.
9 января 2015 года Первоиерарх РПЦЗ митрополит Восточно-Американский и Нью-Йоркский Иларион в ответ на прошение Президиума Объединений Кадет Российских Кадетских Корпусов за Рубежом и решение годового собрания Нью-Йоркского объединения зарубежных кадет от 24 октября 2014 года «с радостью и удовлетворением» благословил провозглашение святителя Иоанна небесным покровителем русских зарубежных кадет.
Почитается также в Православной церкви Украины. 4 июля 2023 года решением Священного Синода Румынской Православной Церкви имя святителя Иоанна (Максимовича) было официально внесено в календарь этой Церкви. Кроме того, были утверждены богослужебные тексты в его честь и икона святого. Память святителя будет отмечаться 2 июля.

## Позиция
По свидетельству епископа Православной церкви в Америке Василия (Родзянко) своё отношение к Русской православной церкви он определял так (сказано в 1951 году):

Я каждый день на проскомидии поминаю Патриарха Алексия. Он Патриарх. И наша молитва всё-таки остаётся. В силу обстоятельств мы оказались отрезаны, но литургически мы едины. Русская Церковь, как и вся Православная Церковь, соединена евхаристически, и мы с ней и в ней. А административно нам приходится, ради нашей паствы и ради известных принципов, идти этим путём, но это нисколько не нарушает нашего та́инственного единства всей Церкви.
— Фомин С.В. «Джорданвилльский отшельник».
Однако в 1955 году владыкой Иоанном было опубликовано воззвание, в котором он хвалил поступок части Палестинских монахов, не присоединившихся в то время к Московской Патриархии. В нём он писал:

Зная подчинённость Московской церковной власти Советскому правительству, зная, что Московский патриарх не есть свободный служитель Бога и Его Церкви, а невольник богоборческой власти, те Святые Обители и учреждения отказались признать его власть и остались в подчинении власти свободной части Русской Церкви — Архиерейскому Синоду Русской Православной Церкви заграницей, хотя через признание могли бы иметь большие материальные выгоды. Русские Обители на Святой Земле — есть олицетворение чистой христианской совести на Ближнем Востоке и их наличие и исповедание не дают православным народам там раскрыть свои сердца для влияния церковной власти, находящейся в зависимости от врага Церкви и Бога. Мужественный подвиг исповедания истины теми Обителями вызывает чувство умиления и достоин преклонения пред ним.

Не соглашался с теми, кто называл Московскую патриархию «советской церковью» или «красной церковью».

Понятно, когда употребляют выражение «советская церковь» обыватели, плохо знакомые с церковным языком, но оно неподходяще для ответственных и богословских разговоров. Когда вся иерархия Юго-западной Руси перешла в Униатство, то Церковь продолжала существовать в лице верующего православного народа, после многих страданий восстановившего свою иерархию. Посему правильнее говорить не о «советской церкви», каковой в правильном понимании слова «Церковь» не может быть, а о иерархии, находящейся в услужении советской власти. Отношение к ней может быть такое же, как и к другим представителям той власти. Их сан даёт им возможность действовать с большим авторитетом и подменять голос страждущей Русской Церкви и вводит в заблуждение тех, кто от них думает узнать о действительном положении Церкви в России. Конечно среди них есть и сознательные предатели, и просто не находящие в себе силы бороться с окружающей средой и идущие по течению, — то вопрос их личной ответственности, но в целом то аппарат советской власти, власти богоборческой. Являясь с одной в богослужебной области иерархией, ибо благодать действует независимо от личного достоинства, в области общественно-политической она является прикрытием советской богоборческой деятельности. Посему находящиеся за Рубежом и становящиеся в ея ряды становятся сознательными пособниками той власти.
Архиепископ Иоанн очень строго относился к нарушениям традиционного православного благочестия. Так, когда он узнал, что часть прихожан накануне воскресной всенощной развлекается на балу по случаю праздника Хэллоуин, то отправился на бал, молча обошёл зал и так же молча вышел. Утром следующего дня он обнародовал указ «О недопустимости участия в развеселениях в канун воскресных и праздничных служб»:

Священные правила повествуют, чтобы кануны праздничных дней проводились христианами в молитве и благоговении, подготовляясь к участию или присутствию на Божественной литургии. Если к тому призываются все православные христиане, то тем более то касается непосредственно принимающих участие в церковной службе. Участие их в развлечениях в кануны праздников особенно греховно. Ввиду сего бывшие в канун воскресенья или праздника на балу или подобных развлечениях и увеселениях не могут на следующий день участвовать в хоре, прислуживать, входить в алтарь и становиться на клирос.

## Публикации
- Учение о Софии Премудрости Божией. — Варшава, 1930.
- Как православная церковь чтила и чтит Божью Матерь. Ладомирова: Почаевская типография 1932. (то же: Ладомирова: Почаевская типография 1937).
- Слово при наречении во епископа Шанхайского 27 мая 1934. Белград.
- Происхождение закона о престолонаследии в России / Предисл. Иоанна, еп. Шанхайского. Шанхай, 1936.
- Духовное состояние русской эмиграции. Белград, 1938.
- Положение Православной Церкви после войны // Деяния Второго Всезарубежного Собора Русской Православной Церкви заграницей. — Белград, 1939. — С. 389—394.
- Святая Русь — русская земля. М., 1997.
- Беседы о Страшном Суде. М., 1998.
- Слова иже во святых отца нашего Иоанна, архиеп. Шанхайского и Сан-Францисского, чудотворца: Сборник проповедей, поучений, посланий, наставлений и указов. Сан-Франциско, 1994
  - Слова : Иже во святых отца нашего Иоанна, архиепископа Шанхайского и Сан-Францисского, чудотворца: сборник проповедей, поучений, посланий, наставлений и указов. — Сан-Франциско : Русский Пастырь, 1998. — 342 с.
- Да обновится Русская земля. М., 2006.
- Святой Благоверный Князь Александр Невский // Наши Вести. — 1997. — № 448.
- О молитве